# Рядовка землистая
Рядо́вка земли́стая (лат. Tricholoma terreum) — вид грибов, включённый в род Рядовка (Tricholoma) семейства Рядовковые (Tricholomataceae).

## Описание
Шляпка 3—9 см в диаметре, конической или полушаровидной, затем выпуклой и плоско-выпуклой формы, с острым бугорком в центре, иногда слабо выраженным, шелковисто-волокнистая, затем мелкочешуйчатая. Окраска серая или серо-коричневая, очень редко красновато-коричневая. Частное покрывало обычно присутствует только на начальной стадии развития, затем иногда остаётся в виде беловатого паутинистого налёта по краю шляпки.
Мякоть белого цвета, плотная, без особого запаха и вкуса. В отличие от некоторых схожих видов рядовок, мякоть рядовки землистой не желтеет и не краснеет при повреждении.
Гименофор пластинчатый, пластинки выемчато-приросшие, довольно редко расположенные, белого или сероватого цвета, с неровным краем.
Ножка 5—9 см длиной и 0,7—2 см толщиной, цилиндрическая или веретеновидная, у старых грибов с узкой полостью, беловатая, затем в нижней части желтоватая.
Споровый порошок белого цвета. Споры 5,5—7,5×4—5,5 мкм, продолговатой формы, по 4 на базидиях. Кутикула шляпки — кутис.

## Экология
Рядовка землистая — микоризообразователь, произрастающий исключительно в хвойных лесах под сосной. Предпочитает известковые, песчаные или суглинистые почвы.

## Сходные виды
Внешне рядовка землистая внешне очень похожа на нескольких представителей рода Рядовка, в том числе
- Tricholoma gausapatum (Fr.) Quél., 1872 обладает бархатисто-шелковистой шляпкой, обычно красновато окрашенной и сизоватыми пластинками.
- Tricholoma leucoterreum Mariotto & Turetta, 1996 отличается чисто-белыми плодовыми телами.
- Tricholoma pardinum отличается более крупными размерами, пятнами на ножке (особенно ржавыми пятнами у основания) и обычно имеющимися чешуйками на шляпке
- Tricholoma scalpturatum (Fr.) Quél., 1872 отличается мучнистым запахом и более узкими спорами.
- Tricholoma triste (Scop.) Quél., 1872 с черноватой мелкочешуйчатой ножкой и более крупными спорами.

## Употребление
Гриб съедобен, но ценится не всеми. В некоторых странах Европы продаётся в магазинах. Женералитет Каталонии включил рядовку землистую в список самых распространённых съедобных грибов региона.
Из-за вероятности перепутать рядовку землистую с похожими видами, этот гриб рекомендуется собирать только опытным грибникам. При сборе для употребления в пищу особенно важно не спутать гриб с сильно ядовитой рядовкой тигровой.

### Китайское исследование токсичности
Группе китайских учёных удалось в ходе экспериментов с высоко дозированными экстрактами из этого гриба вызвать рабдомиолиз у мышей.
Опубликование результатов этого исследования в 2014 году поставило под вопрос съедобность рядовки землистой. Некоторые источники информации сразу стали считать гриб опасным и ядовитым. Однако предполагаемая ядовитось была опровергнута токсикологом Немецкого общества микологии профессором Зигмаром Берндтом. Профессор Берндт подсчитал, что людям с весом порядка 70 кг необходимо было бы каждому съесть около 46 кг свежих грибов, чтобы в среднем каждый второй из них смог почувствовать какой-то урон здоровью из-за содержащихся в грибе веществ.

## Таксономия

### Синонимы
- Agaricus myomyces Pers., 1797
- Agaricus pullus Batsch, 1783, nom. superfl.
- Agaricus terreus Schaeff., 1774basionym
- Gyrophila terrea (Schaeff.) Quél., 1888
- Tricholoma bisporigerum J.E.Lange, 1933
- Tricholoma myomyces (Pers.) J.E.Lange, 1933